# Sedma simfonija Žana Sibelijusa
Simfonija broj 7. C - Dur, opus 105. Žana Sibelijusa

## Opšte karakteristike i analiza dela
Sedma Simfonija, C-Dur, opus 105, poslednja je Sibelijusova dovršena simfonija (ne računajući izgubljeni manuskript Sibelijusove Osme, pred kraj majstorova života), nastala je ubrzo posle Šeste, 1924.godine i premijerno izvedena u Helsinkiju, pod dirigentskom palicom kompozitora. Sa ovom simfonijom, Sibelijus je konačno postigao svoj umetnički cilj, koncentraciju muzičkog materijala.
Simfonija je koncipirana u jednom velikom stavu, trajanja 22 minuta, čime se dobija karakter simfonijske fantazije. U Sedmoj Simfoniji su obuhvaćeni i sintetiziovani svi uobičajeni formalni delovi simfonije (sonatni elementi prvog stava, razvoj muzičke misli karakterističan za drugi stav, igrački skercozni elementi trećeg i svečani, pobedonosni finale, karakterističan za četvrti stav) i podseća se u kratkim dahovima na teme koje je Sibelijus koristio u svojim ranijim simfonijama. 
Simfonija počinje jednim tajanstvenim uvodom. On postepeno nabujava, prosvetljava se i prelazi u izlaganje muzičkih misli. Posebno je izražajan motiv iz prvog dela, koji je u svojoj suštini jedno podsećanje na muzičke teme korišćene u ranijim Sibelijusovim Simfonijama i simfonijskim poemama, pri čemu u završnici prvog dela imamo podsećanje u kratkom dahu, na finalnu trijumfalnu pesmu, osnovnu muzičku miusao finala Pete Simfonije. Nakon efektne i kontrastne razrade u središnjem delu, koji obuhvata strukturu drugog i trećeg stava, finalni deo, završetak, u svečanom je ruhu. U kratkim potezima, podseća se na ranija dela i u središnjem razvoju, koga prati igrački skercozni deo, da bi se u finalu muzički materijal preobrazio u pobedonosnu pesmu. Ona u svečanom tonu celog orkestra, okončava ovo Simfonijsko delo.

## Izvođači
- Berlinska Filharmonija, dirigent: Herbert von Karajan
- Simfonijski Orkestar Moskovske Radio Televizije, dirigent: Genadij Roždestvenski
- Berlinska Filharmonija, dirigent: Herbert von Karajan
- Berlinski Simfonijski Orkestar, dirigent: Kurt Sanderling
- Simfonijski Orkestar Filharmonije iz Sankt Petersburga, dirigent: Jevgenij Mravinski.

## Literatura
- Barnett, Andrew (2007), Sibelius, New Haven, CT: Yale University Press,  0-300-11159-2
- Jackson Timothy L., Veijo Murtomäki (2001), Sibelius studies, Cambridge, UK: Cambridge University Press,  0-521-62416-9
- Arnold Whittall (2004), „The later symphonies”,  Ур.: Grimley, Daniel M., The Cambridge Companion to Sibelius, Cambridge University Press,  0-521-89460-3